# Ludwigstraße 20 (Bad Kissingen)

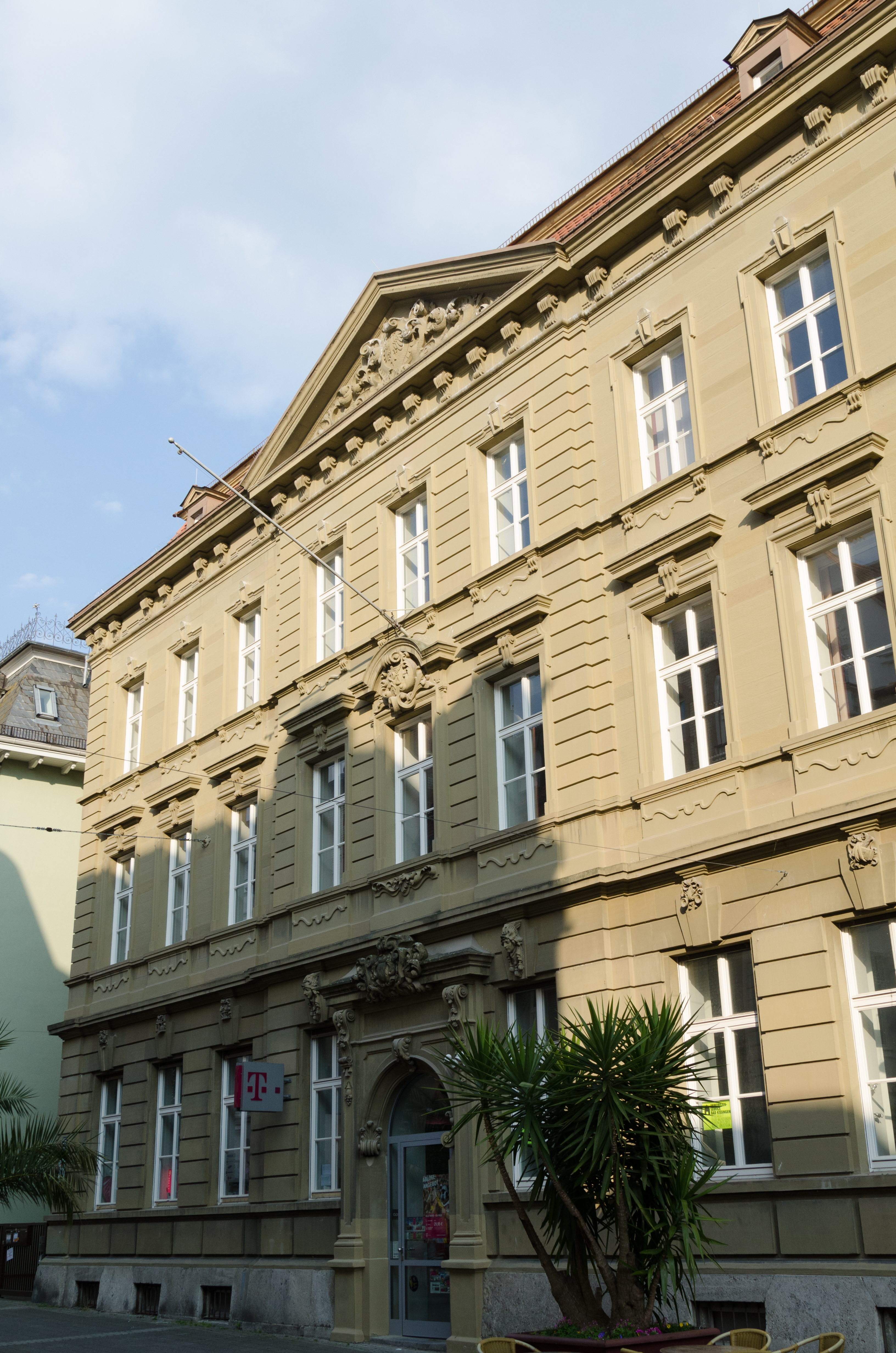
Ludwigstraße 20 in Bad Kissingen.

Das Anwesen Ludwigstraße 20 in der Ludwigstraße in Bad Kissingen, der Großen Kreisstadt des unterfränkischen Landkreises Bad Kissingen, gehört zu den Bad Kissinger Baudenkmälern und ist unter der Nummer D-6-72-114-47 in der Bayerischen Denkmalliste registriert.

## Geschichte
Der barockisierende dreigeschossige Sandsteinquaderbau mit Mansarddach wurde im Jahr 1900 als Bad Kissinger Postamt errichtet. Von 1878 bis 1900 war das Postamt im Alten Rathaus von Bad Kissingen untergebracht, dass den Anforderungen jedoch nicht mehr gerecht werden konnte. Im Jahr 1933 zog das Postamt in die Münchner Straße 1 um. Zwischenzeitlich diente das Anwesen als Telekom-Filiale.
In seiner Anlage als barockes Palais der strengen französischen Richtung erinnert das Anwesen in der Ludwigstraße an die Baukunst in Franken zur Zeit Balthasar Neumanns.